# 京都府道562号金剛院線
京都府道562号金剛院線（きょうとふどう562ごう こんごういんせん）は、京都府舞鶴市を通る一般府道である。

## 概要
舞鶴市字鹿原の金剛院から国道27号に至る。

### 路線データ
- 起点：舞鶴市字鹿原（金剛院前）
- 終点：舞鶴市字鹿原（金剛院口交差点、国道27号交点）

## 地理

### 通過する自治体
- 舞鶴市

### 交差する道路
| 交差する道路 | 交差する場所 | 交差する場所          |
| ------------ | ------------ | --------------------- |
| 国道27号     | 字鹿原       | 金剛院口交差点 / 終点 |

### 沿線
- 鹿原公園
- 金剛院
- 鹿原神社
- 社会福祉法人みずなぎ学園（知的障害者授産施設、知的障害者更生施設）
- 舞鶴警察署 志楽交番